# Zaïnaba Ahmed
Zaïnaba Ahmed (sinh 1960) là một ca sĩ đến từ Comoros. Bà là nghệ sĩ Comoros đầu tiên ký hợp đồng với một hãng thu âm nước ngoài trong khi vẫn là cư dân của các đảo.
Ahmed được sinh ra ở thị trấn Mitsamiouli, trong một gia đình có gia cảnh khiêm tốn với mười đứa trẻ. Bà bắt đầu biểu diễn tại các đám cưới ở tuổi lên năm. Là một người mẹ của năm đứa con, bà đã phát hành ba album nhạc truyền thống Comoros; bà cũng đã hoạt động chính trị như một nhà vận động cho quyền của phụ nữ và hỗ trợ thiết lập một hệ thống bưu chính cho các đảo. Ngoài việc là một nhạc sĩ, bà còn chiếm một vị trí trong chính phủ Comoros. Âm nhạc của Ahmed được biểu diển thừa hưởng âm nhạc truyền thống của quần đảo. Những bản thu trước đó của bà được thực hiện với nhạc cụ tổng hợp và các hình thức xử lý điện tử khác, nhưng những bản phối gần đây của bà liên quan đến tiết kiệm phần đệm tối thiểu trong phần điệp khúc, bộ gõ và trong một lần chơi guitar. Bà được biết đến với cái tên voix d'or, hay "giọng ca vàng", ở quê nhà, và đã thực hiện các buổi hòa nhạc ở nước ngoài cũng như ở nhà. Bà cũng tiếp tục biểu diễn trong đám cưới.